# Björn Erling Evensen

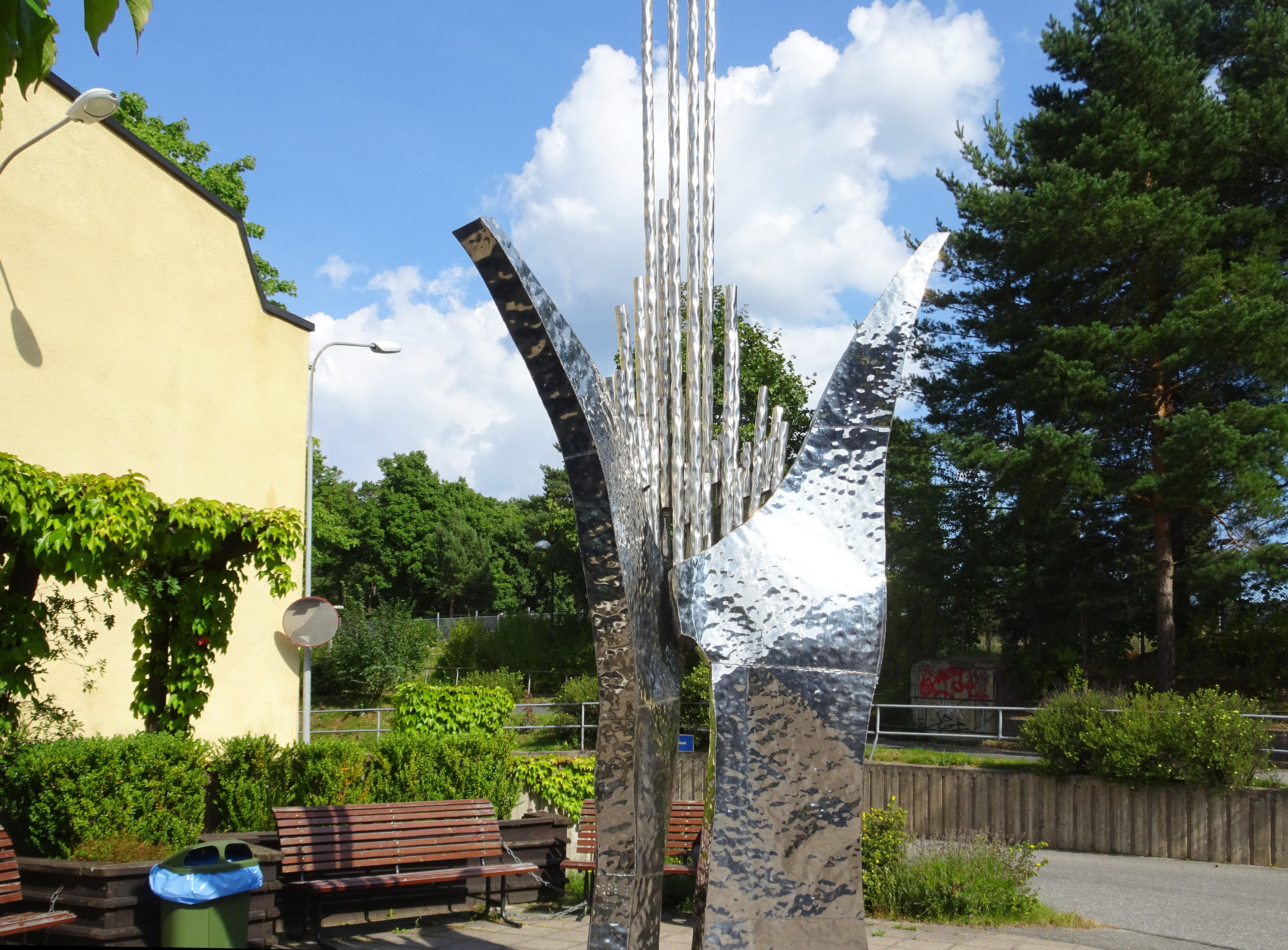
Orgelfjärilen, i Enskede företagsområde.

Björn Erling Evensen, född 8 februari 1924  i Stockholm, död 21 februari 2021 i Visby, var en svensk målare, tecknare, grafiker och skulptör.

## Biografi

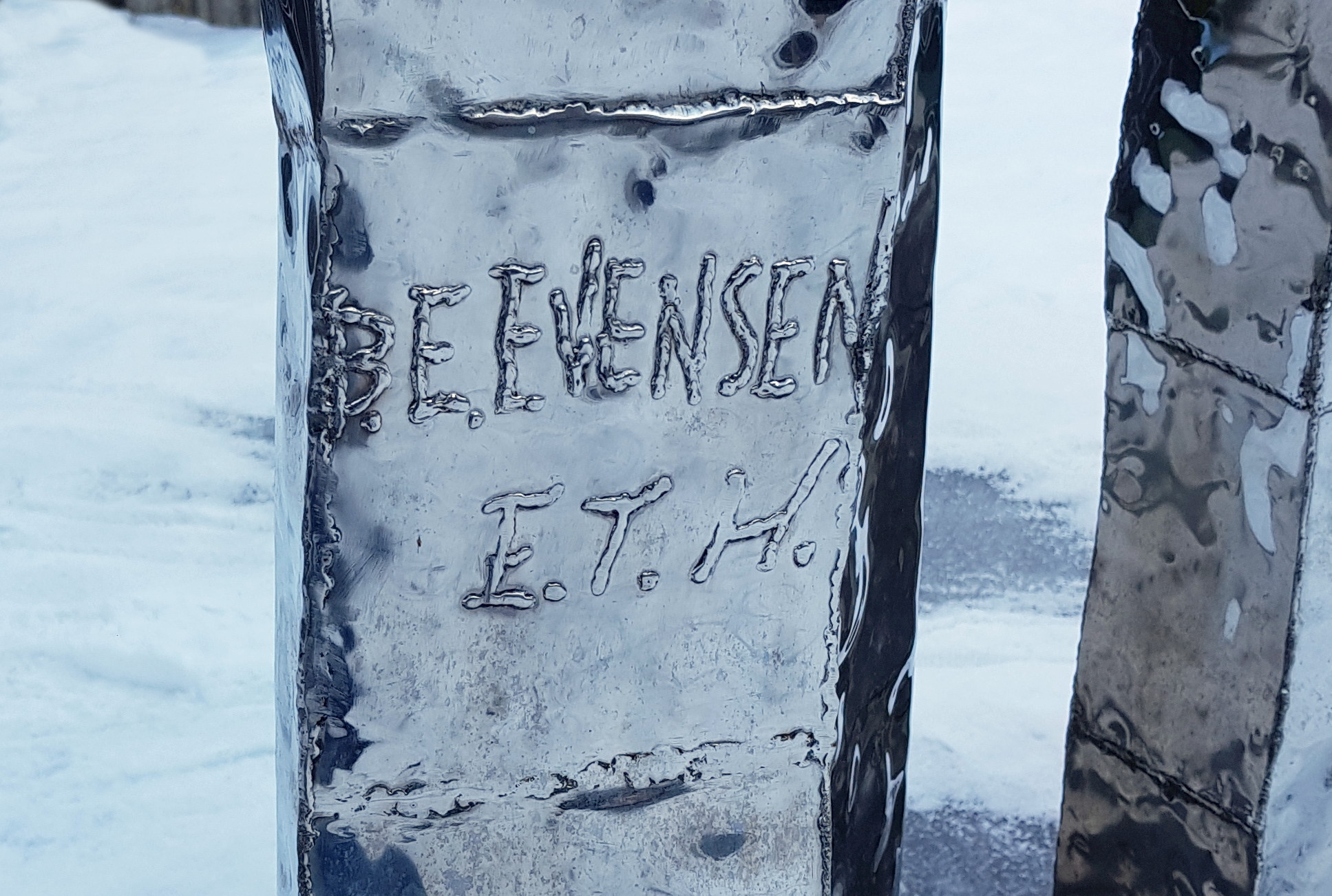
Björn Erling Evensens signatur på Orgelfjärilen.

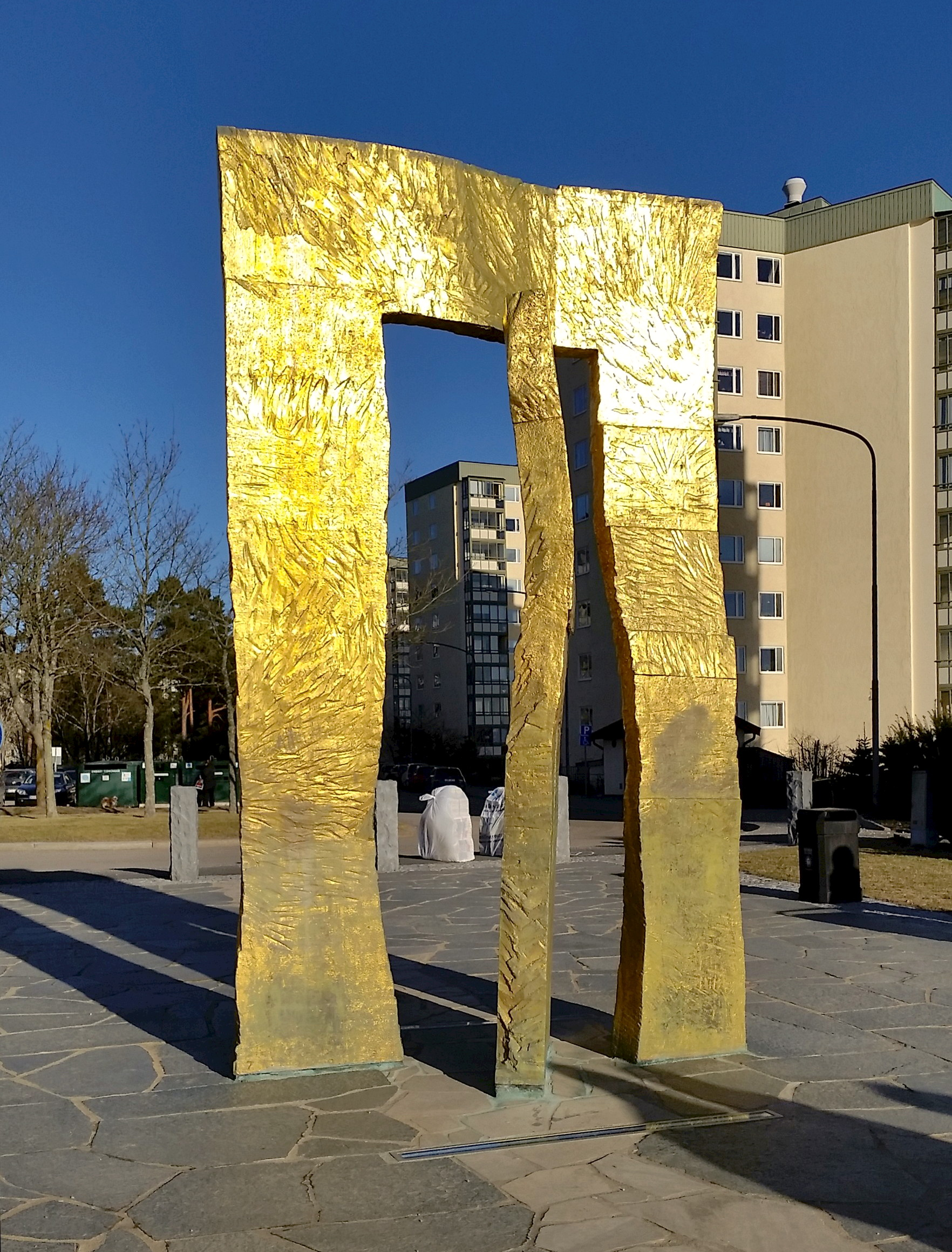
Porten (1971), förgylld brons, Solna kommun.

Björn Erling Evensen, var son till direktör Alf Evensen och Lily Johnson. Mellan 1951 och 1984 (hennes död) var han gift med Gun Ingrid Margit Olsson som han fick fyra barn med. Han var senare omgift med Lofina Barbro Maria Sofia Törngren som överlevde honom.
Han utbildade sig vid konstskolor i Stockholm 1947 och senare i London. Han gjorde studieresor till Paris, London och Berlin 1947–1948 och utbildade sig vidare 1951–1952 vid konstakademierna i Rom och Palermo. Han ställde ut med Unga tecknare på Nationalmuseum 1951. Han experimenterade med olika material, storlek, former eller ljud. Mest känd har han blivit ä för sina offentliga skulpturer. Som tecknare medverkade han i All världens berättare och en stor mängd ungdomslitteratur.
Björn Erling Evensen hade genom åren ett 40-tal utställningar. Han bodde under lång tid på Lidingö men flyttade senare till Visby där han bodde fram till sin död.
| ”                      | Över alla mina nuvarande verk både undrar jag och vet incitamenten. Helst vill jag inget veta, bara låta det undermedvetna och mystiken verka. | „ |
| – Björn Erling Evensen | |   |

## Offentliga verk i urval
- Fiskartorget, relief i stål, brons och koppar, 1959, Stadsbiblioteket i Lidingö
- Drottningen och hennes skepp, rostfritt stål, 1959, Jarlaplan (till 2017 Stureplan) i Stockholm
- Om varandra, brons, 1973, tidigare Klara Mälarstrandskajen i Stockholm [6]
- Porten (1971), förgylld brons, Johan Enbergs väg i Solna kommun
- Monument, trä, minneslund i Solna
- SpaceGate, rostfritt stål, Volvo Flygmotor i Trollhättan
- Kraft, rostfritt stål, tidigare KF-huset, Katarinavägen i Stockholm
- Papilio, rostfritt stål, Lund
- Orgelfjäril (1975), rostfritt stål, Enskede företagsområde i Stockholm
- Relief i stål och brons, Västerås stadshus, Fiskartorget
- Ferlinrelief i stål och brons, stadsbiblioteket i Sundbyberg
- Blå måne, releif i stål och brons, sjukhusentré i Örnsköldsvik
- Startbana för fantasin, koppar, skolgård i Helsingborg
- Krafts lek med hjul, relief i stål och brons, Jakobsberg, Stockholm
- Vimpeln, monument över rivningshotad idyll, rivningsrester, Hagalund i Solna
- Kallax gallax (1984), förgylld koppar, Kallax flygplats, Luleå
- Monument, förgylld koppar, Kvissleby
- Porten, vit betong, Norrtälje sjukhus
- Skatten under vatten, relief i stål och brons, entré till badhus i  Visby
- Sol, relief i keramik, Visby badhall
- Spirit, stål, Roosefelt Fields i New York
- Monument över geologisk dagbok (1993), gotländsk kalksten, utanför Högskolan på Gotland, inre hamnen i Visby
- Favola och Utan titel (1968–1969), väggreliefer i koppar på Södervärnsskolan i Visby
- Befriad, brons, Idholmsvägen i Skärholmen i Stockholm och Gröndalsskolan i Gröndal i Stockholm
- Väggskulptur (1988), relief i patinerad koppar, byggnad 05 på Södertälje sjukhus

## Representerad i urval
Evensen är representerad vid bland annat Moderna museet, Kalmar konstmuseum, och Västerås konstmuseum.